# Giovanni Eugenico
Giovanni Eugenico (Costantinopoli, 1395 – Laconia, 1456) è stato un teologo bizantino.
Fratello di Marco di Efeso, fu consigliere di Giovanni VIII Paleologo e lo accompagnò al concilio di Firenze, dove sottoscrisse il patto di unione, pentendosene in seguito.